# Kaplica w Bobrownikach Śląskich
Kaplica w Bobrownikach Śląskich – zabytkowa kaplica wybudowana pod koniec XVIII wieku bądź na przełomie XVIII i XIX wieku w Bobrownikach Śląskich (obecnie część Tarnowskich Gór).

## Lokalizacja
Kaplica znajduje się przy południowej pierzei ulicy Głównej w pobliżu budynku dawnego urzędu gromady, a następnie gminy Bobrowniki.

## Opis

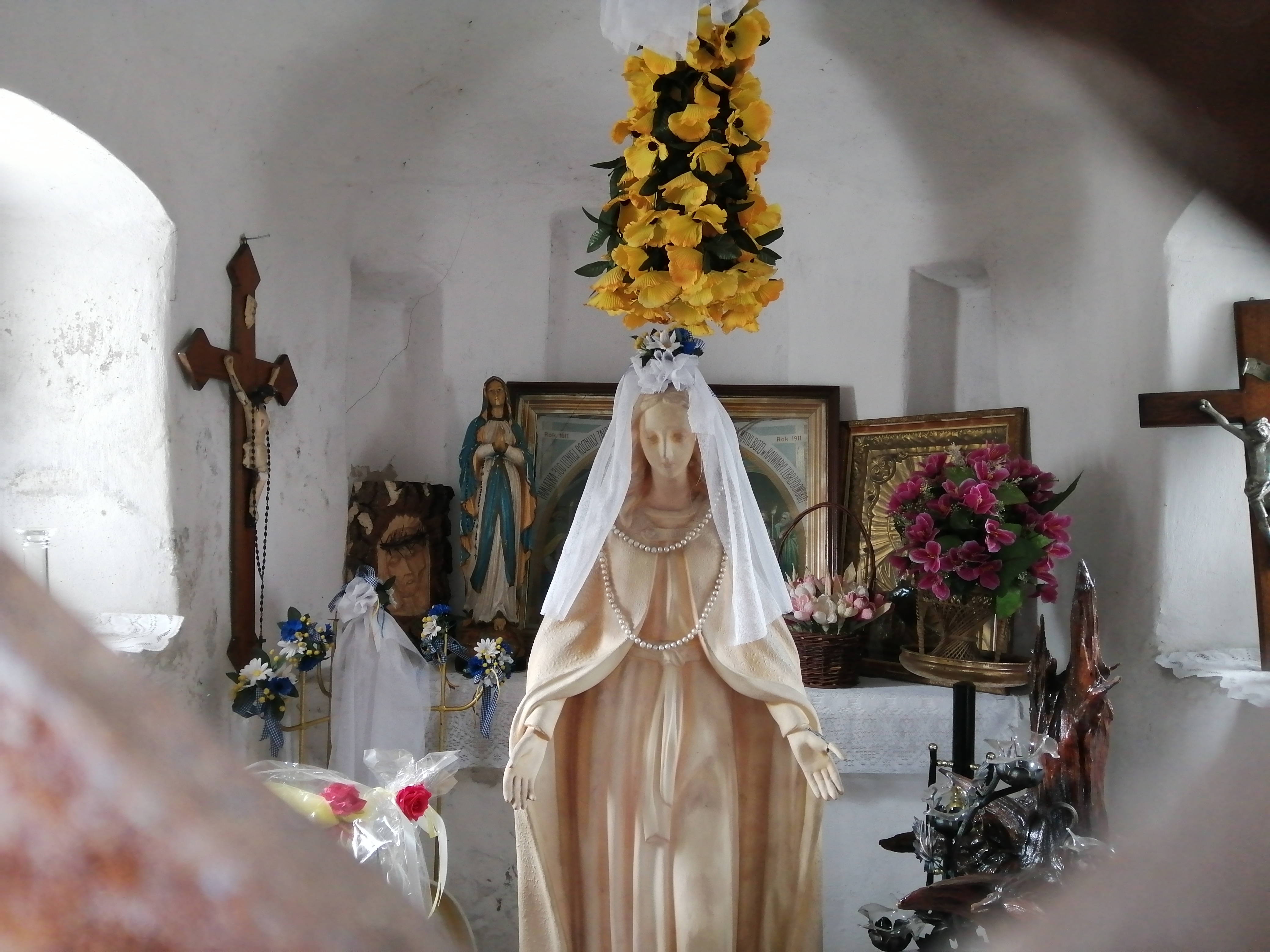
Wnętrze kaplicy (2021)

Kaplica wolnostojąca, orientowana, założona na rzucie prostokąta trójbocznie zamkniętego od wschodu, jednonawowa, zbudowana z kamienia dolomitowego, otynkowana od wewnątrz i zewnątrz, wsparta dwiema wydatnymi szkarpami (o grubości 0,7 m i wysokości 1,35 m) w elewacji frontowej, między którymi znajdują się niewielkie drewniane drzwiczki z drewnianą kratą umożliwiającą zaglądnięcie do wnętrza obiektu. Mury mają grubość 0,6 m i są wysokości 2,3 m. Sklepienie żaglaste, posadzka wyłożona płytkami glazurowanymi. Obecne dwa niewielkie okienka o wymiarach 55 × 32 cm zamknięte stalowymi kratami – jedno w ścianie północnej i jedno w południowej.
Dwuspadowy dach o wysokości 1,3 m pokryty jest gontem, zwieńczony sygnaturką na dwóch drewnianych słupkach podtrzymujących namiotowy daszek zwieńczony stalowym krzyżem. W wieżyczce zamontowany niewielki dzwonek o średnicy 15 cm i wysokości 20 cm.
Kaplica była często poddawana renowacjom. W 1980 roku rozebrano stary, zbutwiały dach i wykonano nową drewnianą konstrukcję pokrytą nowym gontem, zlikwidowano pęknięcia w ścianach, zerwano drewniany cokół, do okien wstawiono kraty metalowe, wymieniono drzwiczki, zaś wnętrze kapliczki pomalowano białą farbą. Pracę wykonali trzej cieśle z Koniakowa oraz czterej bobrowniccy parafianie. W 2007 roku kapliczkę odmalowano i zabezpieczono.

## Wyposażenie
W kapliczce obecnie znajduje się obraz św. Jana Nepomucena oraz XIX-wieczna rzeźba ludowa Chrystusa Frasobliwego. Ponadto w kaplicy znajdowała się późnogotycka (prawdopodobnie z 1510 roku) drewniana rzeźba Matki Boskiej z Dzieciątkiem, odrestaurowana i przeniesiona w 1998 roku do kościoła parafialnego.